# Тартаул де Салчие
Тартаул де Салчие (рум. Tartaul de Salcie) — село в Кагульском районе Молдавии. Относится к сёлам, не образующим коммуну.

## География
Село расположено на высоте 58 метров над уровнем моря. Рядом с селом, вдоль его западной окраины по направлению с севера на юг протекает река Малая Салчия, левый приток реки Большая Салчия (водосборный бассейн реки Ялпуг).

## Население
По данным переписи населения 2004 года, в селе Тартаул де Салчие проживает 862 человека (435 мужчин, 427 женщин).
Этнический состав села:
| Национальность | Число жителей | Процентный состав |
| -------------- | ------------- | ----------------- |
| молдаване      | 815           | 94.55             |
| гагаузы        | 20            | 2.32              |
| румыны         | 11            | 1.28              |
| болгары        | 9             | 1.04              |
| украинцы       | 3             | 0.35              |
| русские        | 3             | 0.35              |
| прочие         | 1             | 0.12              |
| Всего          | 862           | 100 %             |